# 达妮埃尔·金
达妮埃尔·"达妮"·金，MBE（1990年11月21日—），出生於漢普郡南安普敦，英国女子單車運動員，三屆世錦賽團體追逐賽冠軍，又在2012年夏季奧林匹克運動會中贏得團體追逐賽金牌。

## 簡歷
2013年，达妮埃尔·金在白俄羅斯明斯克舉行的世界場地單車錦標賽中，贏得了團體追逐賽冠軍。

## 外部連結
- 官方网站（英文）